# Europamästerskapet i basket för herrar 1953
Europamästerskapet i basket för herrar 1953 spelades i Moskva, Sovjetunionen och var den åttonde EM-basketturneringen som avgjordes för herrar. Turneringen spelades mellan den 23 maj och 4 juni 1953 och totalt deltog 17 lag i turneringen där hemmanationen Sovjetunioonen blev Europamästare före Ungern och Frankrike, det var Sovjetunionens tredje EM-guld.

## Kvalificerade länder
| - Sovjetunionen (som arrangör) - Belgien - Bulgarien - Danmark - Egypten - Finland | - Frankrike - Israel - Italien - Jugoslavien - Libanon | - Rumänien - Schweiz - Sverige - Tjeckoslovakien - Ungern - Västtyskland |

## Gruppspelet

### Spelsystem
De 17 lagen som var med i EM spelade i fyra grupper där en grupp hade fem lag och tre grupper hade fyra lag, alla lagen mötte varandra en gång i sin grupp. Därefter gick sen de två bästa lagen i varje grupp vidare till andra gruppspelet där lagen spelade en rak slutspelsgrupp där lagen fick samma slutplacering som tabellplacering, medan de nio övriga lagen spelade i två grupper (Placeringsgrupp G och H) en med fyra lag och en med fem lag. När andra gruppspelet var klart spelade de två bäst placerade lagen från placeringsgrupp G och H om plats nio till tolv medan treorna och fyrorna spelade om plats 13 till 16. Femte laget i placeringsgrupp H kom på 17:e och sista plats i turneringen. Seger i en match gav två poäng och förlust gav en poäng.

## Första gruppspelet
|  | Laget till spel om plats 1-8  |
|  | Laget till spel om plats 9-17 |

### Grupp A
| Plats | Nation          | Spelade | Vinster | Förluster | Mål       | Målskillnad | Poäng |
| ----- | --------------- | ------- | ------- | --------- | --------- | ----------- | ----- |
| 1     | Tjeckoslovakien | 3       | 3       | 0         | 202 – 107 | +95         | 6     |
| 2     | Italien         | 3       | 2       | 1         | 186 – 134 | +52         | 5     |
| 3     | Rumänien        | 3       | 1       | 2         | 148 – 146 | +2          | 4     |
| 4     | Schweiz         | 3       | 0       | 3         | 101 – 250 | -149        | 3     |

| Söndag 24 maj 1953 kl 13:00 (CET) | Italien | 61 – 43 (24-23) rapport | Rumänien | Moskva |
| Söndag 24 maj 1953 kl 13:00 (CET) |         |                         |          | Moskva |

| Söndag 24 maj 1953 kl 13:30 (CET) | Tjeckoslovakien | 94 – 33 (31-21) rapport | Schweiz | Moskva |
| Söndag 24 maj 1953 kl 13:30 (CET) |                 |                         |         | Moskva |

| Måndag 25 maj 1953 kl 12:00 (CET) | Schweiz | 32 – 82 (8-33) rapport | Italien | Moskva |
| Måndag 25 maj 1953 kl 12:00 (CET) |         |                        |         | Moskva |

| Måndag 25 maj 1953 kl 16:30 (CET) | Tjeckoslovakien | 49 – 31 (32-10) rapport | Rumänien | Moskva |
| Måndag 25 maj 1953 kl 16:30 (CET) |                 |                         |          | Moskva |

| Tisdag 26 maj 1953 kl 16:30 (CET) | Rumänien | 74 – 36 (40-17) rapport | Schweiz | Moskva |
| Tisdag 26 maj 1953 kl 16:30 (CET) |          |                         |         | Moskva |

| Tisdag 26 maj 1953 kl 18:15 (CET) | Tjeckoslovakien | 59 – 43 (33-21) rapport | Italien | Moskva |
| Tisdag 26 maj 1953 kl 18:15 (CET) |                 |                         |         | Moskva |

### Grupp B
| Plats | Nation       | Spelade | Vinster | Förluster | Mål       | Målskillnad | Poäng |
| ----- | ------------ | ------- | ------- | --------- | --------- | ----------- | ----- |
| 1     | Egypten      | 3       | 3       | 0         | 223 – 125 | +98         | 6     |
| 2     | Frankrike    | 3       | 2       | 1         | 199 – 151 | +48         | 5     |
| 3     | Västtyskland | 3       | 1       | 2         | 150 – 187 | -37         | 4     |
| 4     | Sverige      | 3       | 0       | 3         | 96 – 205  | -109        | 3     |

| Söndag 24 maj 1953 kl 16:30 (CET) | Sverige | 37 – 65 (17-34) rapport | Västtyskland | Moskva |
| Söndag 24 maj 1953 kl 16:30 (CET) |         |                         |              | Moskva |

| Måndag 25 maj 1953 kl 10:30 (CET) | Frankrike | 76 – 44 (30-20) rapport | Västtyskland | Moskva |
| Måndag 25 maj 1953 kl 10:30 (CET) |           |                         |              | Moskva |

| Måndag 25 maj 1953 kl 15:00 (CET) | Egypten | 75 – 26 (33-15) rapport | Sverige | Moskva |
| Måndag 25 maj 1953 kl 15:00 (CET) |         |                         |         | Moskva |

| Tisdag 26 maj 1953 kl 09:00 (CET) | Västtyskland | 41 – 74 (16-35) rapport | Egypten | Moskva |
| Tisdag 26 maj 1953 kl 09:00 (CET) |              |                         |         | Moskva |

| Tisdag 26 maj 1953 kl 12:00 (CET) | Frankrike | 65 – 33 (38-12) rapport | Sverige | Moskva |
| Tisdag 26 maj 1953 kl 12:00 (CET) |           |                         |         | Moskva |

| Onsdag 27 maj 1953 kl 12:00 (CET) | Frankrike | 58 – 74 (21-36) rapport | Egypten | Moskva |
| Onsdag 27 maj 1953 kl 12:00 (CET) |           |                         |         | Moskva |

### Grupp C
| Plats | Nation  | Spelade | Vinster | Förluster | Mål       | Målskillnad | Poäng |
| ----- | ------- | ------- | ------- | --------- | --------- | ----------- | ----- |
| 1     | Sovjet  | 3       | 3       | 0         | 241 – 99  | +142        | 6     |
| 2     | Ungern  | 3       | 2       | 1         | 206 – 129 | +77         | 5     |
| 3     | Belgien | 3       | 1       | 2         | 122 – 151 | -29         | 4     |
| 4     | Danmark | 3       | 0       | 3         | 79 – 269  | -190        | 3     |

| Söndag 24 maj 1953 kl 15:00 (CET) | Ungern | 95 – 30 (42-10) rapport | Danmark | Moskva |
| Söndag 24 maj 1953 kl 15:00 (CET) |        |                         |         | Moskva |

| Söndag 24 maj 1953 kl 17:30 (CET) | Sovjet | 59 – 31 (30-14) rapport | Belgien | Moskva |
| Söndag 24 maj 1953 kl 17:30 (CET) |        |                         |         | Moskva |

| Måndag 25 maj 1953 kl 18:00 (CET) | Ungern | 57 – 35 (28-14) rapport | Belgien | Moskva |
| Måndag 25 maj 1953 kl 18:00 (CET) |        |                         |         | Moskva |

| Måndag 25 maj 1953 kl 19:30 (CET) | Sovjet | 118 – 14 (58-3) rapport | Danmark | Moskva |
| Måndag 25 maj 1953 kl 19:30 (CET) |        |                         |         | Moskva |

| Tisdag 26 maj 1953 kl 10:30 (CET) | Danmark | 35 – 56 (18-29) rapport | Belgien | Moskva |
| Tisdag 26 maj 1953 kl 10:30 (CET) |         |                         |         | Moskva |

| Tisdag 26 maj 1953 kl 19:30 (CET) | Sovjet | 64 – 54 (32-16) rapport | Ungern | Moskva |
| Tisdag 26 maj 1953 kl 19:30 (CET) |        |                         |        | Moskva |

### Grupp D
| Plats | Nation      | Spelade | Vinster | Förluster | Mål       | Målskillnad | Poäng |
| --- | ----------- | ------- | ------- | --------- | --------- | ----------- | ----- |
| 1 | Israel      | 4       | 3       | 1         | 178 – 141 | +37         | 7     |
| 2 | Jugoslavien | 4       | 3       | 1         | 218 – 170 | +48         | 7     |
| 3 | Bulgarien   | 4       | 3       | 1         | 230 – 182 | +48         | 7     |
| 4 | Finland     | 4       | 1       | 3         | 184 – 219 | -35         | 5     |
| 5 | Libanon     | 4       | 0       | 4         | 159 – 257 | -98         | 3     |
| Inbördes möten avgör placering när tre lag hamnar på samma poäng Israel besegrade Bulgarien med 61-48 (+13 poäng), Jugoslavien besegrade Israel med 57-55 (+2 poäng) och Bulgarien besegrade Jugoslavien med 27-25 (+2 poäng), vilket gjorde att Israel fick +11, Jugoslavien ±0 och Bulgarien -11 i inbördes möten |             |         |         |           |           |             |       |

- Not: Eftersom Libanon inte mötte Israel fick dom inte heller den poäng som man annars får vid förlust

| Lördag 23 maj 1953 kl 19:00 (CET) | Libanon | 51 – 95 (30-40) rapport | Jugoslavien | Moskva |
| Lördag 23 maj 1953 kl 19:00 (CET) |         |                         |             | Moskva |

| Lördag 23 maj 1953 kl 20:30 (CET) | Bulgarien | 61 – 45 (30-23) rapport | Finland | Moskva |
| Lördag 23 maj 1953 kl 20:30 (CET) |           |                         |         | Moskva |

| Söndag 24 maj 1953 kl 14:30 (CET) | Israel | 60 – 36 (29-23) rapport | Finland | Moskva |
| Söndag 24 maj 1953 kl 14:30 (CET) |        |                         |         | Moskva |

| Söndag 24 maj 1953 kl 16:00 (CET) | Libanon | 51 – 94 (29-45) rapport | Bulgarien | Moskva |
| Söndag 24 maj 1953 kl 16:00 (CET) |         |                         |           | Moskva |

| Måndag 25 maj 1953 kl 09:00 (CET) | Bulgarien | 48 – 61 (23-30) rapport | Israel | Moskva |
| Måndag 25 maj 1953 kl 09:00 (CET) |           |                         |        | Moskva |

| Måndag 25 maj 1953 kl 13:30 (CET) | Finland | 37 – 41 (23-15) rapport | Jugoslavien | Moskva |
| Måndag 25 maj 1953 kl 13:30 (CET) |         |                         |             | Moskva |

| Tisdag 26 maj 1953 kl 13:30 (CET) | Jugoslavien | 57 – 55 (23-32) (Förlängning: 2-0) rapport | Israel | Moskva |
| Tisdag 26 maj 1953 kl 13:30 (CET) |             |                                            |        | Moskva |

| Tisdag 26 maj 1953 kl 15:00 (CET) | Finland | 66 – 57 (31-24) rapport | Libanon | Moskva |
| Tisdag 26 maj 1953 kl 15:00 (CET) |         |                         |         | Moskva |

| Onsdag 27 maj 1953 kl : (CET) | Israel | 2 – 0 (w.o.) | Libanon | Moskva |
| Onsdag 27 maj 1953 kl : (CET) |        |              |         | Moskva |

| Onsdag 27 maj 1953 kl 13:30 (CET) | Jugoslavien | 25 – 27 (10-8) rapport | Bulgarien | Moskva |
| Onsdag 27 maj 1953 kl 13:30 (CET) |             |                        |           | Moskva |

## Andra gruppspelet
|  | Laget tog guld          |
|  | Laget tog silver        |
|  | Laget tog brons         |
|  | Lagen slöt på plats 4-8 |

### Slutspelsgrupp
| Plats | Nation          | Spelade | Vinster | Förluster | Mål       | Målskillnad | Poäng |
| --- | --------------- | ------- | ------- | --------- | --------- | ----------- | ----- |
| 1 | Sovjet          | 7       | 7       | 0         | 444 – 265 | +179        | 14    |
| 2 | Ungern          | 7       | 4       | 3         | 375 – 282 | +93         | 11    |
| 3 | Frankrike       | 7       | 4       | 3         | 391 – 374 | +17         | 11    |
| 4 | Tjeckoslovakien | 7       | 4       | 3         | 387 – 332 | +55         | 11    |
| 5 | Israel          | 7       | 4       | 3         | 238 – 327 | -89         | 11    |
| 6 | Jugoslavien     | 7       | 3       | 4         | 334 – 370 | -36         | 10    |
| 7 | Italien         | 7       | 1       | 6         | 323 – 387 | -64         | 8     |
| 8 | Egypten         | 7       | 1       | 6         | 271 – 426 | -155        | 7     |
| Inbördes möten avgör placering när fyra lag hamnar på samma poäng Israel besegrade Tjeckoslovakien med 59-53 (+6 poäng), Tjeckoslovakien besegrade Frankrike med 55-47 (+8 poäng), Frankrike besegrade Israel med 62-45 (+17 poäng), Tjeckoslovakien besegrade Ungern med 44-39 (+5 poäng), Frankrike besegrade Ungern med 50-39 (+11 poäng) och Ungern besegrade Israel med 66-20 (+46 poäng), vilket gjorde att Ungern fick +30, Frankrike +20, Tjeckoslovakien +7 och Israel -57 i inbördes möten |                 |         |         |           |           |             |       |

- Not: Eftersom Egypten inte mötte Israel fick dom inte heller den poäng som man annars får vid förlust

| Torsdag 28 maj 1953 kl 15:00 (CET) | Ungern | 49 – 38 (24-18) rapport | Italien | Moskva |
| Torsdag 28 maj 1953 kl 15:00 (CET) |        |                         |         | Moskva |

| Torsdag 28 maj 1953 kl 16:30 (CET) | Israel | 40 – 29 (18-13) rapport | Jugoslavien | Moskva |
| Torsdag 28 maj 1953 kl 16:30 (CET) |        |                         |             | Moskva |

| Torsdag 28 maj 1953 kl 18:00 (CET) | Frankrike | 73 – 62 (26-33) rapport | Egypten | Moskva |
| Torsdag 28 maj 1953 kl 18:00 (CET) |           |                         |         | Moskva |

| Torsdag 28 maj 1953 kl 19:30 (CET) | Sovjet | 49 – 41 (15-9) rapport | Tjeckoslovakien | Moskva |
| Torsdag 28 maj 1953 kl 19:30 (CET) |        |                        |                 | Moskva |

| Fredag 29 maj 1953 kl 15:00 (CET) | Jugoslavien | 66 – 64 (34-25) rapport | Tjeckoslovakien | Moskva |
| Fredag 29 maj 1953 kl 15:00 (CET) |             |                         |                 | Moskva |

| Fredag 29 maj 1953 kl 16:30 (CET) | Israel | 47 – 42 (30-18) rapport | Italien | Moskva |
| Fredag 29 maj 1953 kl 16:30 (CET) |        |                         |         | Moskva |

| Fredag 29 maj 1953 kl 18:00 (CET) | Sovjet | 80 – 51 (30-15) rapport | Frankrike | Moskva |
| Fredag 29 maj 1953 kl 18:00 (CET) |        |                         |           | Moskva |

| Fredag 29 maj 1953 kl 19:30 (CET) | Ungern | 89 – 50 (41-25) rapport | Egypten | Moskva |
| Fredag 29 maj 1953 kl 19:30 (CET) |        |                         |         | Moskva |

| Lördag 30 maj 1953 kl 15:00 (CET) | Israel | 59 – 53 (29-25) rapport | Tjeckoslovakien | Moskva |
| Lördag 30 maj 1953 kl 15:00 (CET) |        |                         |                 | Moskva |

| Lördag 30 maj 1953 kl 16:30 (CET) | Jugoslavien | 39 – 56 (18-25) rapport | Frankrike | Moskva |
| Lördag 30 maj 1953 kl 16:30 (CET) |             |                         |           | Moskva |

| Lördag 30 maj 1953 kl 18:00 (CET) | Italien | 51 – 60 (22-28) rapport | Egypten | Moskva |
| Lördag 30 maj 1953 kl 18:00 (CET) |         |                         |         | Moskva |

| Lördag 30 maj 1953 kl 19:30 (CET) | Ungern | 24 – 29 (22-24) rapport | Sovjet | Moskva |
| Lördag 30 maj 1953 kl 19:30 (CET) |        |                         |        | Moskva |

| Söndag 31 maj 1953 kl 15:00 (CET) | Italien | 54 – 88 (29-38) rapport | Sovjet | Moskva |
| Söndag 31 maj 1953 kl 15:00 (CET) |         |                         |        | Moskva |

| Söndag 31 maj 1953 kl 16:30 (CET) | Israel | 2 – 0 (w.o.) | Egypten | Moskva |
| Söndag 31 maj 1953 kl 16:30 (CET) |        |              |         | Moskva |

| Söndag 31 maj 1953 kl 18:00 (CET) | Jugoslavien | 51 – 69 (30-37) rapport | Ungern | Moskva |
| Söndag 31 maj 1953 kl 18:00 (CET) |             |                         |        | Moskva |

| Söndag 31 maj 1953 kl 19:30 (CET) | Tjeckoslovakien | 55 – 47 (20-28) rapport | Frankrike | Moskva |
| Söndag 31 maj 1953 kl 19:30 (CET) |                 |                         |           | Moskva |

| Tisdag 2 juni 1953 kl 15:00 (CET) | Italien | 45 – 48 (26-23) rapport | Jugoslavien | Moskva |
| Tisdag 2 juni 1953 kl 15:00 (CET) |         |                         |             | Moskva |

| Tisdag 2 juni 1953 kl 16:30 (CET) | Israel | 45 – 62 (15-19) rapport | Frankrike | Moskva |
| Tisdag 2 juni 1953 kl 16:30 (CET) |        |                         |           | Moskva |

| Tisdag 2 juni 1953 kl 18:00 (CET) | Tjeckoslovakien | 44 – 39 (23-20) rapport | Ungern | Moskva |
| Tisdag 2 juni 1953 kl 18:00 (CET) |                 |                         |        | Moskva |

| Tisdag 2 juni 1953 kl 19:30 (CET) | Egypten | 27 – 66 (15-23) rapport | Sovjet | Moskva |
| Tisdag 2 juni 1953 kl 19:30 (CET) |         |                         |        | Moskva |

| Onsdag 3 juni 1953 kl 15:00 (CET) | Tjeckoslovakien | 43 – 39 (25-22) rapport | Italien | Moskva |
| Onsdag 3 juni 1953 kl 15:00 (CET) |                 |                         |         | Moskva |

| Onsdag 3 juni 1953 kl 16:30 (CET) | Egypten | 39 – 58 (17-23) rapport | Jugoslavien | Moskva |
| Onsdag 3 juni 1953 kl 16:30 (CET) |         |                         |             | Moskva |

| Onsdag 3 juni 1953 kl 18:00 (CET) | Israel | 25 – 75 (11-29) rapport | Sovjet | Moskva |
| Onsdag 3 juni 1953 kl 18:00 (CET) |        |                         |        | Moskva |

| Onsdag 3 juni 1953 kl 19:30 (CET) | Frankrike | 50 – 39 (26-22) rapport | Ungern | Moskva |
| Onsdag 3 juni 1953 kl 19:30 (CET) |           |                         |        | Moskva |

| Torsdag 4 juni 1953 kl 14:00 (CET) | Frankrike | 52 – 54 (30-28) (Förlängning: 4-6) rapport | Italien | Moskva |
| Torsdag 4 juni 1953 kl 14:00 (CET) |           |                                            |         | Moskva |

| Torsdag 4 juni 1953 kl 15:30 (CET) | Egypten | 33 – 87 (14-46) rapport | Tjeckoslovakien | Moskva |
| Torsdag 4 juni 1953 kl 15:30 (CET) |         |                         |                 | Moskva |

| Torsdag 4 juni 1953 kl 17:00 (CET) | Israel | 20 – 66 (14-43) rapport | Ungern | Moskva |
| Torsdag 4 juni 1953 kl 17:00 (CET) |        |                         |        | Moskva |

| Torsdag 4 juni 1953 kl 18:30 (CET) | Sovjet | 57 – 43 (34-24) rapport | Jugoslavien | Moskva |
| Torsdag 4 juni 1953 kl 18:30 (CET) |        |                         |             | Moskva |

| Europamästare: Sovjets tredje EM-titel |

### Placeringsgrupp G
|  | Laget spelade om plats 9-12  |
|  | Laget spelade om plats 13-16 |
|  | Laget hamnade på 17:e plats  |

| Plats | Nation       | Spelade | Vinster | Förluster | Mål       | Målskillnad | Poäng |
| ----- | ------------ | ------- | ------- | --------- | --------- | ----------- | ----- |
| 1     | Bulgarien    | 3       | 3       | 0         | 255 – 128 | +127        | 6     |
| 2     | Schweiz      | 3       | 2       | 1         | 168 – 163 | +5          | 5     |
| 3     | Västtyskland | 3       | 1       | 2         | 145 – 164 | -19         | 4     |
| 4     | Danmark      | 3       | 0       | 3         | 99 – 212  | -113        | 3     |

| Torsdag 28 maj 1953 kl 12:00 (CET) | Bulgarien | 96 – 26 (48-15) rapport | Danmark | Moskva |
| Torsdag 28 maj 1953 kl 12:00 (CET) |           |                         |         | Moskva |

| Torsdag 28 maj 1953 kl 13:30 (CET) | Västtyskland | 44 – 51 (20-22) rapport | Schweiz | Moskva |
| Torsdag 28 maj 1953 kl 13:30 (CET) |              |                         |         | Moskva |

| Lördag 30 maj 1953 kl 12:00 (CET) | Bulgarien | 77 – 52 (44-22) rapport | Schweiz | Moskva |
| Lördag 30 maj 1953 kl 12:00 (CET) |           |                         |         | Moskva |

| Lördag 30 maj 1953 kl 13:30 (CET) | Danmark | 31 – 51 (7-25) rapport | Västtyskland | Moskva |
| Lördag 30 maj 1953 kl 13:30 (CET) |         |                        |              | Moskva |

| Måndag 2 juni 1953 kl 13:30 (CET) | Bulgarien | 82 – 50 (37-24) rapport | Västtyskland | Moskva |
| Måndag 2 juni 1953 kl 13:30 (CET) |           |                         |              | Moskva |

| Måndag 2 juni 1953 kl 13:30 (CET) | Schweiz | 65 – 42 (26-16) rapport | Danmark | Moskva |
| Måndag 2 juni 1953 kl 13:30 (CET) |         |                         |         | Moskva |

### Placeringsgrupp H
| Plats | Nation   | Spelade | Vinster | Förluster | Mål       | Målskillnad | Poäng |
| --- | -------- | ------- | ------- | --------- | --------- | ----------- | ----- |
| 1 | Belgien  | 4       | 3       | 1         | 263 – 213 | +50         | 7     |
| 2 | Finland  | 4       | 3       | 1         | 216 – 185 | +31         | 7     |
| 3 | Rumänien | 4       | 3       | 1         | 250 – 213 | +37         | 7     |
| 4 | Libanon  | 4       | 1       | 3         | 241 – 235 | +6          | 5     |
| 5 | Sverige  | 4       | 0       | 4         | 156 – 280 | -124        | 4     |
| Inbördes möten avgör placering när tre lag hamnar på samma poäng Finland besegrade Rumänien med 59-51 (+8 poäng), Rumänien besegrade Belgien med 60-55 (+5 poäng), Belgien besegrade Finland med 59-49 (+10 poäng), vilket gjorde att Belgien fick +5, Finland -2 och Rumänien -3 i inbördes möten |          |         |         |           |           |             |       |

| Torsdag 28 maj 1953 kl 12:00 (CET) | Sverige | 32 – 55 (15-32) rapport | Finland | Moskva |
| Torsdag 28 maj 1953 kl 12:00 (CET) |         |                         |         | Moskva |

| Torsdag 28 maj 1953 kl 13:30 (CET) | Belgien | 74 – 66 (46-36) rapport | Libanon | Moskva |
| Torsdag 28 maj 1953 kl 13:30 (CET) |         |                         |         | Moskva |

| Fredag 29 maj 1953 kl 12:00 (CET) | Rumänien | 51 – 59 (21-27) rapport | Finland | Moskva |
| Fredag 29 maj 1953 kl 12:00 (CET) |          |                         |         | Moskva |

| Fredag 29 maj 1953 kl 13:30 (CET) | Belgien | 75 – 38 (28-17) rapport | Sverige | Moskva |
| Fredag 29 maj 1953 kl 13:30 (CET) |         |                         |         | Moskva |

| Lördag 30 maj 1953 kl 12:00 (CET) | Libanon | 76 – 43 (33-18) rapport | Sverige | Moskva |
| Lördag 30 maj 1953 kl 12:00 (CET) |         |                         |         | Moskva |

| Lördag 30 maj 1953 kl 13:30 (CET) | Rumänien | 60 – 55 (34-24) rapport | Belgien | Moskva |
| Lördag 30 maj 1953 kl 13:30 (CET) |          |                         |         | Moskva |

| Söndag 31 maj 1953 kl 12:00 (CET) | Finland | 49 – 59 (24-28) rapport | Belgien | Moskva |
| Söndag 31 maj 1953 kl 12:00 (CET) |         |                         |         | Moskva |

| Söndag 31 maj 1953 kl 13:30 (CET) | Libanon | 56 – 65 (26-29) rapport | Rumänien | Moskva |
| Söndag 31 maj 1953 kl 13:30 (CET) |         |                         |          | Moskva |

| Tisdag 2 juni 1953 kl 12:00 (CET) | Sverige | 43 – 74 (30-37) rapport | Rumänien | Moskva |
| Tisdag 2 juni 1953 kl 12:00 (CET) |         |                         |          | Moskva |

| Tisdag 2 juni 1953 kl 12:00 (CET) | Finland | 53 – 43 (23-14) rapport | Libanon | Moskva |
| Tisdag 2 juni 1953 kl 12:00 (CET) |         |                         |         | Moskva |

## Placeringsmatcher
13:e - 16:e plats
| Onsdag 3 juni 1953 kl 12:00 (CET) | Västtyskland | 58 – 56 (36-28) rapport | Libanon | Moskva |
| Onsdag 3 juni 1953 kl 12:00 (CET) |              |                         |         | Moskva |

| Onsdag 3 juni 1953 kl 13:30 (CET) | Rumänien | 80 – 53 (44-28) rapport | Danmark | Moskva |
| Onsdag 3 juni 1953 kl 13:30 (CET) |          |                         |         | Moskva |

Match om 15:e plats
| Torsdag 4 juni 1953 kl 11:00 (CET) | Libanon | 74 – 40 (41-20) rapport | Danmark | Moskva |
| Torsdag 4 juni 1953 kl 11:00 (CET) |         |                         |         | Moskva |

Match om 13:e plats
| Torsdag 4 juni 1953 kl 12:30 (CET) | Västtyskland | 59 – 69 (31-40) rapport | Rumänien | Moskva |
| Torsdag 4 juni 1953 kl 12:30 (CET) |              |                         |          | Moskva |

9:e - 12:e plats
| Onsdag 3 juni 1953 kl 12:00 (CET) | Bulgarien | 57 – 45 (26-20) rapport | Finland | Moskva |
| Onsdag 3 juni 1953 kl 12:00 (CET) |           |                         |         | Moskva |

| Onsdag 3 juni 1953 kl 13:30 (CET) | Belgien | 59 – 43 (32-20) rapport | Schweiz | Moskva |
| Onsdag 3 juni 1953 kl 13:30 (CET) |         |                         |         | Moskva |

Match om 11:e plats
| Torsdag 4 juni 1953 kl 14:00 (CET) | Finland | 45 – 51 (24-30) rapport | Schweiz | Moskva |
| Torsdag 4 juni 1953 kl 14:00 (CET) |         |                         |         | Moskva |

Match om 9:e plats
| Torsdag 4 juni 1953 kl 12:30 (CET) | Bulgarien | 71 – 52 (38-26) rapport | Belgien | Moskva |
| Torsdag 4 juni 1953 kl 12:30 (CET) |           |                         |         | Moskva |

## Slutställning
| 1  | Sovjetunionen   |
| 2  | Ungern          |
| 3  | Frankrike       |
| 4  | Tjeckoslovakien |
| 5  | Israel          |
| 6  | Jugoslavien     |
| 7  | Italien         |
| 8  | Egypten         |
| 9  | Bulgarien       |
| 10 | Belgien         |
| 11 | Schweiz         |
| 12 | Finland         |
| 13 | Rumänien        |
| 14 | Västtyskland    |
| 15 | Libanon         |
| 16 | Danmark         |
| 17 | Sverige         |